# Телье, Леон
Леон Телье (фр. Léon Tellier) — французский яхтсмен, бронзовый призёр летних Олимпийских игр 1900 года. Вместе с Гастоном Кайо и рулевым Анри Монно был членом экипажа лодки Sarcelle, на которой принял участие в двух гонках среди лодок водоизмещением до 0,5 тонн в парусном спорте. Пришёл в первой гонке третьим и во второй четвёртым, выиграв бронзовую медаль.